# Winnsboro Mills
Winnsboro Mills és una concentració de població designada pel cens dels Estats Units a l'estat de Carolina del Sud. Segons el cens del 2000 tenia 2.263 habitants.

## Demografia
Segons el cens del 2000, Winnsboro Mills tenia 2.263 habitants, 885 habitatges i 593 famílies. La densitat de població era de 316,6 habitants/km².
Dels 885 habitatges en un 35% hi vivien nens de menys de 18 anys, en un 41,5% hi vivien parelles casades, en un 20% dones solteres, i en un 32,9% no eren unitats familiars. En el 29,5% dels habitatges hi vivien persones soles el 12,8% de les quals corresponia a persones de 65 anys o més que vivien soles. El nombre mitjà de persones vivint en cada habitatge era de 2,55 i el nombre mitjà de persones que vivien en cada família era de 3,16.
Per edats la població es repartia de la següent manera: un 29,1% tenia menys de 18 anys, un 10,3% entre 18 i 24, un 28,7% entre 25 i 44, un 19,8% de 45 a 60 i un 12,1% 65 anys o més.
L'edat mediana era de 32 anys. Per cada 100 dones de 18 o més anys hi havia 87,2 homes.
La renda mediana per habitatge era de 25.160 $ i la renda mediana per família de 28.357 $. Els homes tenien una renda mediana de 25.305 $ mentre que les dones 19.597 $. La renda per capita de la població era de 12.841 $. Entorn del 16,7% de les famílies i el 22,2% de la població estaven per davall del llindar de pobresa.

## Poblacions més properes
El següent diagrama mostra les poblacions més properes.